# فييرا فيدوروفنا غيز
فييرا فيدوروفنا غيز Vera Feodorovna Gaze (بالروسية: Фёера Фёдоровна Газе؛ 29 ديسمبر 1899 - 3 أكتوبر 1954)عالمة فلك روسية درست السدم الإشعاعية والكواكب الصغيرة. اكتشفت حوالي 150 سديمًا جديدًا وكُرِّمَت بعد وفاتها لاكتشافها كلاً من الكوكب غيز 2388 2388 Gaze وفوهة غيز الصدمية لكوكب الزهرة اللذين سميا باسمها.

## بداية الحياة والتعليم
ولدت فييرا غيز في 29 ديسمبر (17 ديسمبر حسب التقويم القديم) عام 1899 في سانت بطرسبرغ، روسيا. عملت بين عامي 1921و 1926 في المعهد الفلكي في لينينغراد (السابق لمعهد علم الفلك النظري) ودرست في جامعة بتروغراد حيث تخرجت في عام 1924، وفي عام 1926 ذهبت للعمل في مرصد بولكوفو.

## الحياة المهنية
شاركت في بعثة مسح الجاذبية لعام 1929 وبعثة 1936 لمراقبة الكسوف الكلي للشمس. عبر كسوف للشمس عام 1936 الأراضي السوفيتية ولم يكن بالإمكان رؤيته إلا داخل الاتحاد السوفيتي. وحضر في 19 يونيو ما يقارب 30 بعثة دولية إلى روسيا لرصد الملاحظات  التي كانت مرئية لمدة ساعتين.
بين عامي 1936 و1940، كانت غيز ضحية «القمع السياسي»، الذي نشأ عن حادث جلب دعاية غير مواتية إلى مرصد بولكوفو. في عام 1935، اكتشفت أن تقريرًا كان قد أعطي لها للترجمة إلى الإنجليزية، ومن إعداد نيكولاي ميخائيلوفيتش، فورنوف احتوى على أخطاء في حساباته. كان فورنوف نجمًا صاعدًا ونشر ورقة حول نظريات حركة الكواكب الصغيرة. كما وعُرض عليه منصبا في مرصد بولكوفو على أساس تلك الورقة وقدم ورقة بحث أخرى، لحساب التقويم الفلكي لـ 13 إجيريا.
في هذه الورقة وجدت غيز الخطأ وأبلغته إلى رئيسها، وعندما سُئل فورنوف اعترف بأنه لم يستخدم نظريته في إجراء الحسابات، لكنه قدّر مواقع الكوكب.
تسببت الفضيحة في استهدافه من قبل الصحافة وتم اعتقال جميع المتورطين، كانت غيز مشتبهاً بها بمساعدته لأنها سبق أن ترجمت العديد من أوراقه لكن أُطلق سراحها في نهاية المطاف حينما تعذر الحصول على شهادة موقعة ضدها.
في عام 1940، انتقلت غيز إلى مرصد سيميز، الذي كان جزءًا من مرصد أباستوماني للفيزياء الفلكية لجورجيا بين عامي 1941 و1945، ثم أصبح جزءًا من مرصد للفيزياء الفلكية تابع للأكاديمية السوفيتية للعلوم. وفي عام 1940 اكتشفت تغيرات في طيف نجم يدعى ذات الكرسي واي أثناء العمل مع غريغوري أبراموفيتش شاجان، مدير المرصد، قامت بالبحث في المحتوى الجزيئي لنظائر الكربون في النجوم ودراسة بنية السدم، في محاولة لتحديد حجمها ودور الغبار والغاز في تكوين السدم.
اكتشفت حوالي 150 «سديمًا إشعاعيا جديدًا عن طريق تسجيل ضوئها في انبعاث إتش ألفا H-alpha (Hα) الأحمر».
في عام 1952، نشر كل من غيز وشاجان كتابًا بعنوان «بعض نتائج دراسة السدم الغازي المنتشر وموقفها من نشأة الكون».

## الموت والإرث
ماتت فييرا غيز في 3 أكتوبر 1954 في لينينغراد ودُفنت في المقبرة التذكارية للفلكيين، بالقرب من مرصد بولكوفو خارج سانت بطرسبرغ.
بعد وفاتها، تم تسمية كوكب غيز 2388، الذي اكتشف في عام 1977 باسمها، وكذلك فوهة غيز الصدمية لكوكب الزهرة.